# Имперское министерство экономики
Имперское министерство экономики (нем. Reichswirtschaftsministerium (RWM)) — одно из министерств Германии в 1919-1945 годах, отвечавшее за вопросы экономической политики в Веймарской республике и в нацистской Германии.
Оно возникло из созданного в 1917 году Управления экономики и стало первым независимым ведомством Германского рейха. С 21 марта 1919 года, после формирования первого демократически избранного правительства, оно продолжало существовать под названием "Имперское министерство экономики". В Веймарской республике на министерство были возложены задачи по демобилизации, борьбе с инфляцией, репарации победителям после Первой мировой войны и восстановление экспортных рынков. Министерство быстро получило новые полномочия в области ценовой политики, отраслевого управления экономикой, внешней торговли и валютного контроля. Последнее стало особенно важным с 1929 года (из-за Великой депрессии). С 1920 года Имперское министерство экономики размещалось в доме Камберленд на Курфюрстендамм между Бляйбтройштрассе и Шлютерштрассе в Шарлоттенбурге (район Берлина).

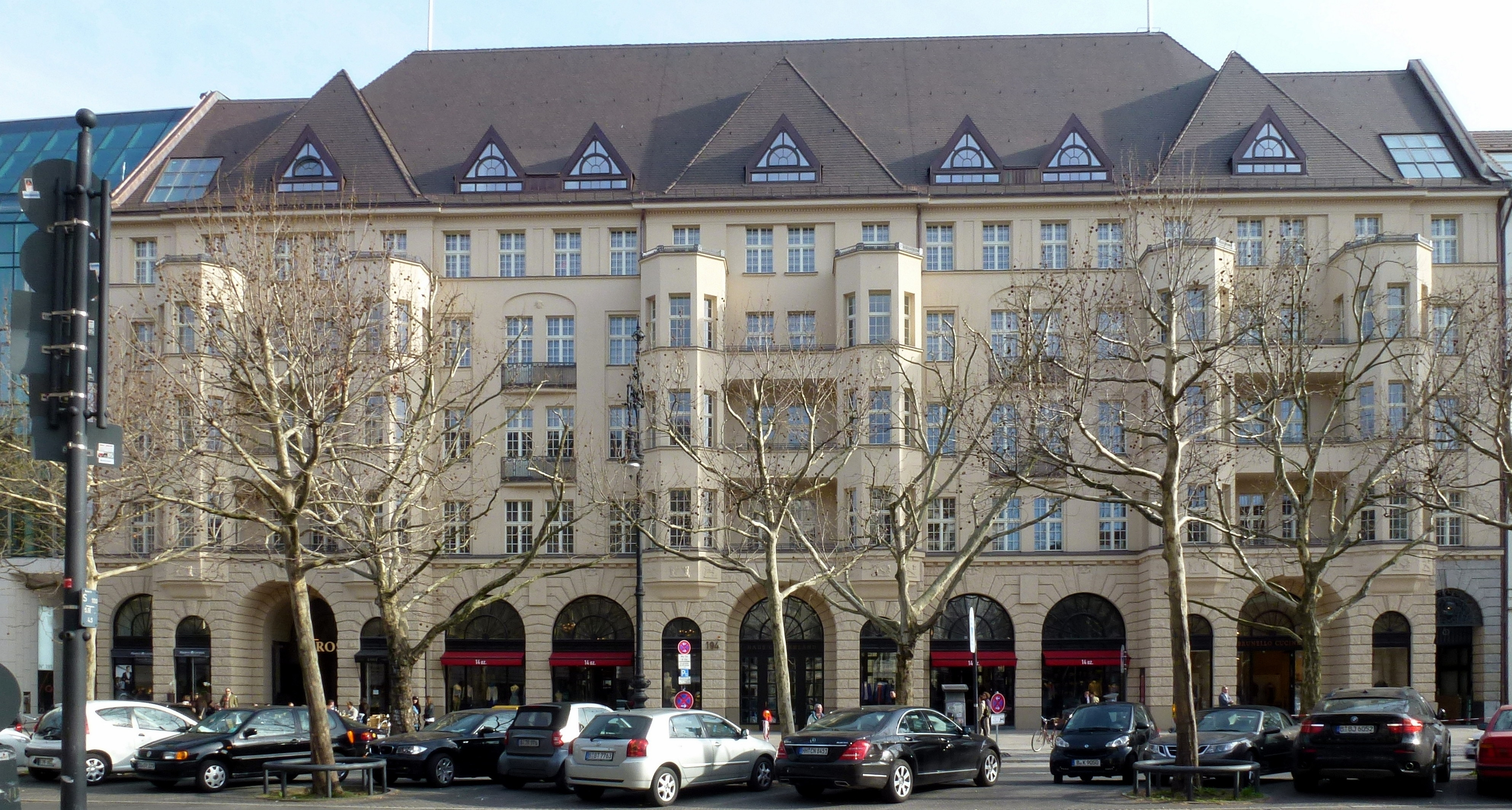
Дом Камберленда, Курфюрстендамм, Шарлоттенбург

С 1933 по 1945 год (эпоха правления НСДАП) Имперское министерство экономики было ключевым ведомством, с помощью которого нацистский режим реализовывал многие свои политические цели, например, борьбу с безработицей, тайное перевооружение вермахта, развитие оружейной промышленности, подготовку военной экономики и ариизацию немецкой экономики. Более широкие полномочия министерство получило после того, как 21 мая 1935 года министр экономики Ялмар Шахт стал одновременно генеральным уполномоченным по военной экономике. Однако, до конца войны оно передавало все больше задач и обязанностей другим министерствам рейха (в частности, Управлению по четырехлетнему плану и Имперскому министерству вооружения). Бывшие министры экономики Ялмар Шахт, Герман Геринг, Вальтер Функ и Альберт Шпеер впоследствии были в числе обвиняемых на Нюрнбергском процессе над главными военными преступниками.

## Здание
Имперское министерство экономики находилось по адресу Беренштрассе 42-45 в Берлине. В середине ноября 1943 года здание было разрушено в результате воздушного налета. Сегодня в нем находится один из лучших в Германии конференц-зал Humboldt Carré.

## Задачи
В 1919 году Имперское министерство экономики взяло на себя функции управления и обработки отделов военных сырьевых ресурсов из распущенного Имперского министерства по экономической демобилизации.
В том же 1919 году юрист и экономист Курт Финкенвирт взял на себя обязанности комиссара по чрезвычайным поставкам текстиля в министерстве, необходимость в которых возникла после Первой мировой войны.
В 1920 году распускается кратковременное слияние RWM с Имперским министерством продовольствия и сельского хозяйства.
Ответственность за внутренний водный транспорт была передана Имперскому министерству путей сообщения в 1921 году, а ответственность за морской транспорт - в 1926 году.
В 1923 году Имперское министерство экономики приняло на себя законодательство в области электроснабжения и другие экономические задачи, не входящие в его компетенцию, завершив процесс передачи функций, начатый с упразднением Имперского министерства казначейства.
В 1933 году сферы деловой рекламы, выставок, ярмарок и рекламы были переданы в ведение Имперского министерства народного просвещения и пропаганды. В этом же году задачи валютного контроля передаются новосозданному Имперскому управлению по валютному контролю.
В 1934 году произошло объединение с прусским Министерством экономики и труда. До 1938 года министерство официально называлось "Имперское и Прусское министерство экономики".
В 1936 году министерство передало право распоряжаться сырьем, иностранной валютой, рабочей силой и программой закупок Управлению по четырехлетнему плану. Взамен в рамках централизации экономики Имперское министерство экономики получило от Управления по четырехлетнему плану департаменты управления сырьевыми ресурсами, внешней торговли и департамент по управлению железом и сталью.
В 1941 году энергетический сектор был передан в ведение Генерального инспектора по водным ресурсам и энергетике.
В 1943 году с созданием Имперского горнодобывающего управления была учреждена новая главная дирекция Обербергхауптман (Oberberghauptmann).
2 сентября 1943 года в соответствии с указом о концентрации в военной экономике ответственность за управление в области сырьевого обеспечения, производства и оборонной промышленности была передана Имперскому министерству вооружения и боеприпасов. Гражданское производство, общая экономическая политика, торговля и промышленность, горная отрасль и финансовое обеспечение экономики остались в ведении Имперского министерства экономики (см. указ Шпеера от 29 октября 1943 года).

## Структура
Структура Имперского министерства экономики в соответствии с планом распределения предприятий на 1943 год:
- Кабинет министра и государственного секретаря (включая пресс-службу)
- Вопросы военной экономики (специальный отдел S, включая вопросы защиты, охраны труда)
- 1-е Главное управление – Персонал и административные вопросы
  1. Персонал
  2. Административные дела
- 2-е Главное управление – Общая экономическая политика
  1. Кабинет руководителя главного управления
  2. Общая экономическая ситуация в Германии
  3. Управление промышленными товарами и регулирование промышленности
  4. Обеспечение снабжения (торговля, ремесло, производство)
- 3-е Главное управление – Внешняя торговля, управление валютой, оккупированные территории
  1. Внешняя экономика
  2. Поддержка экспорта, контрольные органы
  3. Страны, экономические связи и экономическая информация
  4. Управление валютой
  5. Оккупированные восточные территории
- 4-е Главное управление – Денежное, банковское, биржевое и страховое дело, финансирование экономики
  1. Деньги и валюта
  2. Денежное, кредитное, банковское и страховое дело
  3. Финансирование государства и экономики
- Главное управление "Обербергхауптманн" (Oberberghauptmann)

## Руководители министерства
| Имя                             | Дата вступления в должность | Дата снятия с должности | Партия       |
| ------------------------------- | --------------------------- | ----------------------- | ------------ |
| Рудольф Виссель (1869–1962)     | 13 февраля 1919             | 15 июля 1919            | СДПГ         |
| Роберт Шмидт (1864–1943)        | 16 июля 1919                | 24 июня 1920            | СДПГ         |
| Эрнст Шольц (1874–1932)         | 25 июня 1920                | 9 мая 1921              | ННП          |
| Роберт Шмидт (1864–1943)        | 10 мая 1921                 | 21 ноября 1922          | СДПГ         |
| Иоганн Беккер (1869–1951)       | 22 ноября 1922              | 12 августа 1923         | ННП          |
| Ганс фон Раумер (1870–1965)     | 12 августа 1923             | 5 октября 1923          | ННП          |
| Йозеф Кёт (1870–1936)           | 6 октября 1923              | 30 ноября 1923          | Беспартийный |
| Эдуард Хамм (1879–1944)         | 30 ноября 1923              | 15 декабря 1924         | НДП          |
| Альберт Нойхаус (1873–1948)     | 15 января 1925              | 26 октября 1925         | ННП          |
| Рудольф Кроне (1876–1953)       | 27 октября 1925             | 5 декабря 1925          | ННП          |
| Юлиус Курциус (1877–1948)       | 19 января 1926              | 11 ноября 1929          | ННП          |
| Пауль Мольденхауер (1876–1947)  | 15 ноября 1929              | 23 декабря 1929         | ННП          |
| Роберт Шмидт (1864–1943)        | 24 декабря 1929             | 29 марта 1930           | СДПГ         |
| Герман Дитрих (1879–1954)       | 30 марта 1930               | 26 июня 1930            | НДП          |
| Эрнст Тренделенбург (1882–1945) | 27 июня 1930                | 8 октября 1931          | Беспартийный |
| Герман Вармбольд (1876–1976)    | 9 октября 1931              | 28 апреля 1932          | Беспартийный |
| Эрнст Тренделенбург (1882–1945) | 29 апреля 1932              | 30 мая 1932             | Беспартийный |
| Герман Вармбольд (1876–1976)    | 1 июня 1932                 | 28 января 1933          | Беспартийный |
| Альфред Гугенберг (1865–1951)   | 30 января 1933              | 26 июня 1933            | НННП         |
| Курт Шмитт (1886–1950)          | 30 июня 1933                | 30 июля 1935            | НСДАП        |
| Ялмар Шахт (1877–1970)          | 30 июля 1935                | 27 ноября 1937          | Беспартийный |
| Герман Геринг (1893–1946)       | 27 ноября 1937              | 15 января 1938          | НСДАП        |
| Вальтер Функ (1890–1960)        | 15 января 1938              | 1 мая 1945              | НСДАП        |
| Альберт Шпеер (1905–1981)       | 5 мая 1945                  | 23 мая 1945             | НСДАП        |

## Статс-секретари
| Name                | Amtsantritt | Ende der Amtszeit | Partei       |
| ------------------- | ----------- | ----------------- | ------------ |
| Юлиус Хирш          | 1919        | 1923              | Беспартийный |
| Эрнст Тренделенбург | 1923        | 1932              | Беспартийный |
| Карл Шварцкопф      | 1932        | 1933              | Беспартийный |
| Пауль Банг          | 1933        | 1933              | НННП         |
| Ганс Поссе          | 1933        | 1938              | Беспартийный |
| Рудольф Бринкман    | 1938        | 1939              | Беспартийный |
| Фридрих Ландфрид    | 1939        | 1943              | Беспартийный |
| Франц Хайлер        | 1943        | 1945              | НСДАП        |
| Отто Олендорф       | 1943        | 1945              | НСДАП        |

## Ведомства
- Имперское горное ведомство, где Верхние горные управления — средняя инстанция, а Горные управления - нижняя.
- Имперская торговая палата
- Имперское ведомство по экономическому развитию

## Преемник
В послевоенной Германии на его место в западных оккупационных зонах пришло Управление экономики (с марта 1948 года — Управление единой экономической территории). С вступлением в силу Основного закона на территории Федеративной Республики возникло Федеральное министерство экономики. В ГДР для экономического сектора было создано большое количество специализированных министерств, каждое из которых отвечало за отдельные отрасли экономики. Для списка министерств ГДР по отраслям экономики см. Министерства ГДР.